# ساتشا دلامینی
ساتشا دلامینی (انگلیسی: Sotsha Dlamini؛ زاده ۲۷ مهٔ ۱۹۴۰ – درگذشته ۷ فوریهٔ ۲۰۱۷) سیاستمدار اهل اسواتینی بود. وی نخست‌وزیر سابق اسواتینی بود.